# Gołańcz (gromada)
Gołańcz – dawna gromada, czyli najmniejsza jednostka podziału terytorialnego Polskiej Rzeczypospolitej Ludowej w latach 1954–1972.
Gromady, z gromadzkimi radami narodowymi (GRN) jako organami władzy najniższego stopnia na wsi, funkcjonowały od reformy reorganizującej administrację wiejską przeprowadzonej jesienią 1954 do momentu ich zniesienia z dniem 1 stycznia 1973, tym samym wypierając organizację gminną w latach 1954–1972.
Gromadę Gołańcz z siedzibą GRN w mieście Gołańczy (nie wchodzącym w skład gromady) utworzono – jako jedną z 8759 gromad na obszarze Polski – w powiecie wągrowieckim w woj. poznańskim, na mocy uchwały nr 40/54 WRN w Poznaniu z dnia 5 października 1954. W skład jednostki weszły obszary dotychczasowych gromad Bogdanowo, Chawłodno, Krzyżanki, Laskownica, Morakówko i Tomczyce ze zniesionej gminy Gołańcz w powiecie wągrowieckim w woj. poznańskim, a także obszar dotychczasowej gromady Oleszno ze zniesionej gminy Łankowice w powiecie szubińskim w woj. bydgoskim. Dla gromady ustalono 13 członków gromadzkiej rady narodowej.
1 stycznia 1959 do gromady Gołańcz włączono obszary zniesionych gromad Chojna i Grabowo w tymże powiecie; z gromady Gołańcz wyłączono natomiast miejscowości Chawładno, Morakówko, Oleszno i Podjezierze, włączając je do nowo utworzonej gromady Gołańcz-Wschód tamże.
Gromada przetrwała do końca 1972 roku, czyli do kolejnej reformy gminnej. 1 stycznia 1973 w powiecie wągrowieckim reaktywowano gminę Gołańcz.